# Наомі Вульф
Наомі Ребека Вульф, англ. Naomi R. Wolf; нар. 12 листопада 1962) — американська феміністська авторка, письменниця, громадська активістка та журналістка. Одна із найяскравіших представниць третьої хвилі фемінізму після публікації у 1991 році книги «Міф про красу». Ключові фемактивістки включно із Глорією Стайнем і Бетті Фрідан високо оцінили роботу Вульф. У 1990-х Вульф була політичною радницею президентських кампаній Білла Клінтона та Ела Гор. Пізніше публікує книги “Кінець Америки” (2007) та «Вагіна: нова біографія» (2012). Академічність у книгах Вульф критикується, наприклад, Каміль Палья; невірне тлумачення судових протоколів для "Outrages" (2019) призвело до скасування публікації книги в США. Журналістська кар'єра Вульф включала такі теми, як аборти та рух «Окупуй Волл-стріт» у статтях для таких медіа, як The Nation, The New Republic, The Guardian та The Huffington Post.
Після 2014 року Вульф регулярно називали прихильницею теорій змов. Сприяла поширенню дезінформації з кількох тем, таких як відсікання голови ІДІЛ, Едвард Сноуден та епідемія вірусу Ебола в Західній Африці.  Під час пандемії COVID-19, Вульф виступає проти карантинних обмежень й також часто поширює дезінформацію, що стосується вакцин проти COVID-19.

## Життєпис
Народилась у Сан-Франциско, у єврейській родині антропологині, авторки «Лесбійської спільноти» Дебори Големан Вульф та Леонарда Вульфа, дослідника готичної літератури Каліфорнійського університету, Берклі й перекладача з їдишу родом з Румунії.
Наомі Вульф здобула в Єльському університеті бакалаврський ступінь з англійської літератури в 1984 році. З 1985 по 1987 була стипендіаткою Родоса в Нью-коледжі в Оксфорді. Період навчання в Оксфорді був важким: Наомі зазнавала сексизму,снобізму та антисемітизму. Її докторська дисертація стала настільки особистою та інтимною, що викладач не радив подавати роботу. У 2019 в інтерв'ю Рейчел Кук для The Observer Вульф розповіла: «Моя тема дослідження на той час не існувала. Я хотіла писати про феміністичну теорію, але мені постійно казали, що такої теми не існує». Феміністичні погляди Вульф лягли в основу її першої книги "Міф про красу".
З 1995 року тривалий час займалась журналістикою та публікувалась у The Guardian, The Nation, The Huffington Post та The New Republic.

## Роботи

### «Міф про красу»(1991)
У 1991 році Наомі Вульф привернула міжнародну увагу як представниця фемінізму третьої хвилі публікацією своєї першої книги «Міф про красу», що стала міжнародним бестселером. "The New York Times" назвав роботу «однією із сімдесяти найвпливовіших книг XX століття». У роботі Вульф доводить, що «краса» як нормативна цінність повністю соціально сконструйована, і що патріархат визначає зміст конструктів краси з метою збереження домінування над жінками, «краса» не існує об'єктивно, а є соціальним міфом.

Вульф висуває ідею «залізної діви», внутрішньо недосяжного стандарту, який потім застосовується для покарання жінок фізично та психологічно за те, що вони не здатні досягти та відповісти цьому ідеалу. Вульф розкритикувала інду́стрію моди та краси як ту, що експлуатує жінок та поширює міф про красу на всі сфери діяльності людини. Вульф пише, що жінки повинні мати «вибір робити все, що хочемо, зі своїми обличчями та тілами, не караючись ідеологією, що використовує методи економічного тиску, засудження щодо зовнішності жінок, щоб підірвати нас психологічно та політично». За Вульф, жінки знаходились під гнітом «міфу про красу» в п'яти царинах: робота, релігія, секс, насильство та голод. Зрештою, Вульф виступає за послаблення рамок нормативних стандартів краси. У вступі Вульф позиціювала свій аргумент проти занепокоєнь феміністок другої хвилі та запропонувала наступний аналіз:
Чим більше законних та матеріальних бар'єрів прорвали жінки, тим суворіше, важче й болісніше зображення жіночої краси ставали тягарем… протягом останнього десятиліття жінки похитнули структуру влади; тим часом кількість жінок із дисморфією та розладами харчової поведінки стрімко зросла, а косметична хірургія стала надзвичайно популярною сферою послуг… Порнографія стала основною категорією медіа, випередивши законні фільми та записи разом, та 33 тисячі американських жінок сказали дослідникам, що вони скоріше б схуднули на десять-п'ятнадцять фунтів, ніж досягнули будь-якої іншої мети…Більше жінок мають більше грошей і влади, обсягу та визнання, ніж ми коли-небудь раніше мали; але з точки зору того, як ми ставимось до себе, ми можемо насправді бути більш уярмленими, ніж наші невільні бабусі.

### Вогонь із вогнем (1993)
У «Вогні із вогнем» Вульф пише про політику, розширення можливостей жінок та сексуальне звільнення жінок, лібералізацію. Вона прагнула переконати жінок відкинути «жертовність фемінізму» й натомість запропонувала «фемінізм влади». Вульф доводила, що потрібно зменшити проблему боротьби із чоловіками, уникаючи суперечливих питань, таких як репродуктивні права, аборти та права лесбійок, а також розглянути більш універсальні проблеми, такі як ґендерно зумовлене насильство проти жінок, нерівність у оплаті праці та сексуальні домагання.

### Проміскуїтет (1997)
У книзі «Проміскуїтет» Вульф аналізує зміни моделей сучасної сексуальності підлітків. Вона стверджує, що література андроцентрично рясніє прикладами чоловічих історій про дорослішання, автобіографічно висвітленими Тобіасом Вульфом, Джеромом Селінджером та Ернестом Гемінґвеєм, а також женоненависниками Генрі Міллером, Філіпом Ротом та Норманом Мейлером. Вульф наполягає, що жіночі розповіді про підліткову сексуальність систематично пригнічуються. На думку Вульф, школи повинні навчати своїх учнів «сексуальному градуалізму», мастурбації, взаємній мастурбації та оральному сексу, що, на її думку, є більш надійним підходом, ніж повне утримання, та менш ризиковане за статевий акт.
Вульф використовує міжкультурний матеріал, щоб продемонструвати, що жінки протягом історії описувались як більш плотські за чоловіків. Вульф закликає жінок повернути владу над власною сексуальністю, руйнуючи поляризацію між "незайманкою" та "повією". Частково описуючи власну сексуальну історію, вона закликала жінок «віднайти повію в собі й радіти тому, що ми погані дівчата».
«Проміскуїтет», як правило, отримував негативні відгуки. У The New York Times написали, що Вульф «напрочуд невміла промовиця, недбала мислителька та некомпетентна письменниця». Щодо заяв Вульф про замовчування та пригнічення розповідей про жіночу сексуальність, Какутані написав: «Де була пані Вульф? Що можна сказати про безглузді зізнання, які щодня виходять на радіо- і телевізійних ток-шоу? Що про всіх мемуаристок — від Анаїс Нін до Кетрін Гаррісон». У Times Вівер Кортні високо оцінила книгу: «Кожному, хто, як пані Вульф, народився у 1960-х, буде дуже важко відкладати Проміскуїтет. Її книга є палким та ґрунтовно захопливим вивченням складної дикої природи жіночої сексуальності та бажання». На відміну від цього, Бібліотечний журнал критикує роботу: „Книга рясніє надмірним узагальненням, коли вона намагається застосувати мікрокосмічні події цього здебільшого білого, середнього класу, ліберального середовища до цілого покоління… Існує відчайдушна оборонність у тоні викладу цієї книги, що зменшує силу її аргументації“.

### Неправильні уявлення (2001)
„Я відчуваю себе абсолютно враженою тим, що виявила після пологів“, — сказала Вульф під час публікації роботи „Неправильні уявлення: правда, брехня і несподіване в подорожі до материнства“. Вагітність, народження та материнство зробили мене більш радикальною феміністкою, ніж будь-коли раніше». Оповідь ведеться крізь призму досвіду першої вагітності Вульф. Вона описує «вакуумну непрохідність» техніки УЗД, що дає перше зображення дитини. Вульф нарікає на кесарів розтин та досліджує, чому процедура є звичною для США, виступаючи за повернення до акушерства. Друга половина книги сатирична і зосереджена на нерівності між батьками у догляді за дитиною. У розділі, що описує перебування на операційному кесарському столі, Вульф порівнює себе з Ісусом під час Розп'яття. У книзі вона викладає «маніфест матерів», включаючи гнучкий час для батьків та радикальний рух матерів.
Оглядачка для New York Times Клер Дедерер написала, що Вульф «ледве робить паузу, щоб визнати, що кесарів розтин є часом необхідним і навіть рятівним втручанням». Вульф закінчує «свій найкращий твір, спостерігаючи за власним життям» як мемуаристка. Книга видається життєво важливою та в певному сенсі радикальною, у традиціях феміністок 1970-х, які прагнули поговорити з кожним аспектом життя жінок".

### Будинок на дереві (2005)
«Будинок на дереві: Ексцентрична мудрість від мого батька про те, як жити, любити і бачити» — оповідь Вульф про кризу середнього віку. Вона оцінює любов батька та його роль художника й вчителя протягом року, що проживав у будинку у верхній частині штату Нью-Йорк.  У «світі зелених кімнат і телевізійних звукових укусів, термінів на ніч і публічних суперечок» вона забула, що міг існувати світ, в якому людям не довелося б сперечатися, вигравати чи програвати для виправдання сприйняття.

### Кінець Америки (2007)
У «Кінець Америки: Попереджувальний лист молодому патріоту» Вульф історично розглядає піднесення фашизму, окреслюючи 10 кроків, необхідних фашистській групі (або уряду) для знищення демократичного характеру національної держави. У книзі докладно описано, як цей шаблон був застосований в нацистській Німеччині, фашистській Італії та інших країнах, а також проаналізовано його появу та застосування всіх 10 кроків в американських політичних справах після терактів 11 вересня. Алекс Бім писав у The New York Times: «У книзі Вульф наполягає на тому, що вона не прирівнює [Джорджа Буша] до Гітлера, ані США до нацистської Німеччини, а потім продовжує робити саме це». За місяць до президентських виборів 2008 року Вульф заявила про намір запропонувати засоби арешту президента Буша. «Зранку, 1 жовтня, американці стикаються з переворотом», — сказала вона в радіоінтерв'ю.
«Кінець Америки» була адаптована для екранізації як документальний фільм. Прем'єра відбулася в жовтні 2008 року, фільм був позитивно розглянутий у The New York Times з Стівеном Holden. Найджел Ендрюс у Financial Times позитивно сприйняв його аспекти, але «те, що не є правдоподібним чи пов'язаним з реальністю, — це сам висновок. У дверях Третього Рейху довіра до Вульф руйнується». Мойніхан охарактеризував це як «ще більш дурнуватий документальний фільм», ніж «німа книга».
В інтерв'ю «Альтерне» в 2010 році Вульф порівняла президента Барака Обаму з Адольфом Гітлером, вважаючи, що аспекти вчинків обох чоловіків є порівнянними.
Вульф повернулася до теми "Кінець Америки" у статті Globe and Mail у 2014 році, розглядаючи, як сучасні західні жінки, народжені в інклюзивних, рівноправних ліберальних демократіях, займають керівні посади в неофашистських політичних рухах.

### Дай мені свободу (2008)
«Дай мені свободу: Довідник для американських революціонерів» була написана як продовження книги «Кінець Америки: лист-попередження юному патріоту». У книзі Вульф розглядає періоди та місця в історії, коли громадяни стикалися із закриттям відкритого суспільства та успішно боролися з ними.

### Вагіна: нова біографія (2012)
Опублікована в 2012 році «Вагіна: нова біографія» зазнала великої критики, особливо з боку феміністських авторок. Каті Ройф описала книгу як «сміховинну» в Slate.

У відповідь на критику Вульф заявила в телевізійному інтерв'ю:
Будь-що, що демонструє дані про зв'язок мозку та вагіни, насторожить деяких феміністок… так само фемінізм як би відступив в академію і начебто прийняв ідею, що вся стать є соціально сконструйованою, і ось ця книга, яка насправді розглядає науку… хоча деякі феміністки критикували цю книгу… хто каже, ви не можете дивитись на науку, тому що це означає, що ми повинні боротися з цією наукою… для мене феміністичне завдання створення справедливого світу зовсім не змінюється цією захопливою нейронаукою, яка демонструє деякі відмінності між чоловіками та жінками. 

### Безчинства (2019)
Книга Вульф «Безчинства: Секс, Цензура, і криміналізація любові» опублікована в 2019 році, на основі докторської дисертації (2015) вона завершена під наглядом в Трініті — коледжі в Оксфорді, літературознавиця Стефано-Марія Євангеліста. У книзі вивчається придушення гомосексуальності стосовно ставлення до розлучень та проституції, а також стосовно цензури книг. «Безчинства» опублікували у Великій Британії у травні 2019 року Virago Press.
Помилку в книзі — нерозуміння юридичного терміну «зафіксована смерть», яку Вульф тлумачить як страту засудженого, але насправді цей термін означає, що засуджений був помилуваний або вирок замінений — було визначено в інтерв'ю BBC у 2019 році з телерадіомовницею та авторкою Метью Світ. Рецензенти описали інші помилки в науковій роботі.
Видання книги у Британії у м'якій обкладинці було опубліковане Virago у листопаді 2020 року, з вилученими неправильними посиланнями на страту чоловіків за содомію. В інтерв'ю, присвяченому новому виданню, Метью Світ сказав, що книга продовжує неправильно тлумачити історичні джерела: "Доктор Вульф неправильно виклала досвід жертв жорстокого поводження з дітьми та насильницького сексуального насильства. Це найбільший злочин проти її дисципліни, а також спогади реальних людей на історичному записі".
Книга була використана як приклад в університетському вченні про небезпеку неправильного читання історичних джерел. У березні 2021 року Times Higher Education повідомив, що оригінальна теза Вульф залишалася недоступною через шість років після її вивчення. Оксфордські докторанти можуть подати запит на ембарго терміном до трьох років з можливістю поновлення.

## Пандемія COVID-19
Під час пандемії COVID-19, після виборів Джо Байдена президентом США, 9 листопада 2020 року Наомі Вульф написала у своєму Twitter: «Якби я знала, що Байден відкритий до карантинів, як він заявляє зараз, це щось історично безпрецедентне в будь-якій пандемії, і жахлива практика, яка ніколи не закінчиться, тому що еліти це люблять, я ніколи не проголосувала би за нього». У лютому 2021 року Вульф вийшла в ефірі Такера Карлсона сьогодні ввечері на Fox News, де сказала, що урядові обмеження COVID перетворюють США «в тоталітарну державу на очах усіх», і продовжила: «я дуже сподіваюся, що ми швидко прокинемося, тому що історія також показує, що це маленьке віконце, в якому люди можуть дати відсіч, перш ніж занадто небезпечно відбиватися».
В інтерв'ю Sky News Australia на початку березня 2021 року Вульф заявила, що політика блокування є «винаходом» китайського лідера Сі Цзіньпіна. Вона також стверджувала, що «кожне право людини в законі порушується», що австралійцям «брешуть знову і знову», піддають їх психологічним тортурам.
19 квітня 2021 року Вульф заявила, що доктор Ентоні Фауці «не працює на нас», стверджуючи, що він відданий Ізраїлю, що заважає службі в галузі охорони здоров'я. Фаучі був ключовим урядовцем США, який виступав проти пандемії, який працював радником кожного президента США з 1984 року. Вульф вказала на 1 мільйон доларів, які, за її словами, Фауці отримав від Ізраїлю. Це насправді була премія імені Дана Девіда, престижна приватна нагорода, яку Фауці отримав у 2021 році за державну службу.
Вульф виступає проти паспортів вакцин COVID-19, заявляючи, що вони представляють «абсолютний кінець лінії свободи людини на Заході».
Вульф часто поширювала теорії змови щодо безпеки та ефективності вакцин проти COVID-19. Конспіративну та антивакцинаторську позицію Вульф часто критикували як безвідповідальну, і вона також була об'єктом насмішок. 21 березня 2021 року американський журналіст Кен Кліппенштейн розмістив фальшиву антивакцинаторську цитату, приписану нібито американському лікарю; щоб розіграти, цим лікарем насправді був відомий актор порнографічних фільмів Джонні Сінс. Після чого Вульф видалила твіт.